# Bruxelles-Verviers
Bruxelles-Verviers est une ancienne course cycliste belge, de 200 km environ, organisée de 1933 à 1967 entre la Capitale belge et la ville de Verviers, située en région wallonne, chef-lieu d'arrondissement de la province de Liège.

## Palmarès
| Année | Vainqueur              | Deuxième            | Troisième         |
| ----- | ---------------------- | ------------------- | ----------------- |
| 1933  | Alfons Corthout        | Julien Vervaecke    | Leo De Ryck       |
| 1934  | Aimé Lievens           | Mathieu Cardeynaels | Pierre Lampaert   |
| 1937  | François Adam          | Lucien Vlaemynck    | Pierre Houbrechts |
| 1962  | Joseph Lemmens         | Jean-Baptiste Claes | Francesco Miele   |
| 1963  | Georges Van Coningsloo | Jean-Baptiste Claes | Victor Van Schil  |
| 1964  | Vincent Denson         | Carmine Preziosi    | Ferdinand Bracke  |
| 1965  | Carmine Preziosi       | Roger Verheyden     | Ludo Janssens     |
| 1966  | Michael Wright         | Walter Boucquet     | Willy Bocklant    |
| 1967  | Carmine Preziosi       | Willy Monty         | Victor Van Schil  |

## Liens interne et externe
- Liste des courses cyclistes disparues
- Bruxelles-Verviers sur le Site du Cyclisme